# هوائي حرف تي

هوائيات حرف تي: (a) هوائي بسيط (b) هوائي متعدد الأسلاك. أحمر عوازل كهربائية, رمادي برجان أو عمودان. في الوسط إلى أسفل رمز التوصيل بالأرض.

هوائي حرف تي (بالإنجليزية: T-aerial) هو هوائي في شكل حرف تي يصلح للموجات الطويلة والمتوسطة سواء للاستقبال أو الإرسال.
وهو يتكون من عدة أسلاك أو من سلك واحد تكون معلقة من طرفيها بين قائمين ومعزولة عنهما بعوازل تربط فيما بينها. يوصل سلك آخر بين منتصفها نازلا إلى المرسل أو إلى المستقبل. هذا الشكل في حرف تي يخلع على ذلك الهوائي اسم «هوائي حرف تي».

الهوائي حرف تي ممثل في الشكل بالجزء العلوي لثنائي اقطاب ، والجزء التحتي يتصل بحوض التأريض.

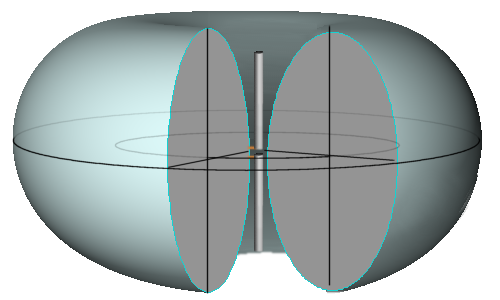
توزيع بث ثنائي أقطاب رأسي. وفي حالة الهوائي حرف تي يختفي الجزء الأسفل من التوزيع بسبب الموصلية الكهربائية للأرض.

## تطبيقات
كانت تستخدم الهوائيات حرف في في الماضي لاستقبال موجات الراديو الطويلة والمتوسطة،
كذلك كانت تستخدم كهوائي إرسال لمحطات الإذاعة وفي بث اشارات الراديو في هذا الحيز من الترددات في الطيران.
أما الآن فتستخدم هوائيات قفصية للإرسال أو هوائي حلقي أو هوائي فيريت للاستقبال. ولا تزال الهوائيات حرف تي تستخدم كمستقبلات في المناطق النائية كما يستخدمها هواة الاتصال بالاسلكي.

## طريقة عمله
يعتبر الهوائي حرف تي هوائي رأسي منقوص (سلك رأسي) ذو سعة على قمته. وعمليا لا يستخدم سلكا واحدا وإنما تستخدم عدة أسلاك متوازية بغرض زيادة سعة السقف.
وبالنسبة للإرسال فيقوم بها التيار المار في السلك الرأسي بصفة أساسية. وتعوض سعة السقف عن الجزءالمنقوص من الهوائي. كما يمكن في حالة ضعف الموجات المستقبلة تزويد الهوائي «بمحول رنيني» لكي يصبح نظام الهوائي رنينيا ويمر فيه تيار قوي مناسب.
هذا التيار الكهربي الحادث في المرسل يتغير بنفس تردد المرسل بين الهوائي والحوض الأرضي. ويجب أن تكون مقاومة الحوض الأرضي صغيرة لكي تكون قدرة بث المرسل كبيرة.
تكون الموجة المرسلة عادة - في إرسال الموجات الطويلة والمتوسطة - رأسية الاستقطاب. وأما في جهاز المستقبل فلا يحتاج إلى جهاز تعديل حيث أن حساسية الهوائي تكون عالية، كا تكون هناك أيضا رغبة في استقبال عدد كبير من الترددات المختلفة.

## كفاءته

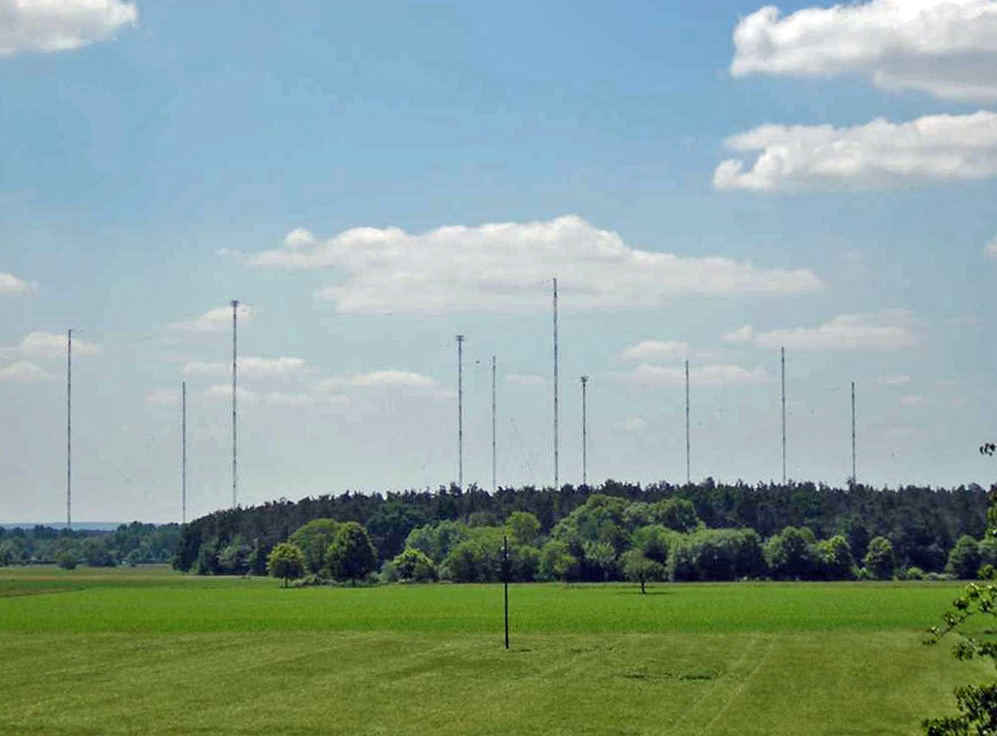
محطة إذاعة Dcf77 في مدينة "ماينفينجن" بألمانيا ، وتحمل ثلاثة من الهوائيات العالية بارتفاع 200 متر هوائيات سقفية (نوع هوائي حرف تي).

تحسب «مقاومة البث» للهوائي حرف تي ذو سعة سقفية كبيرة بواسطة العلاقة:
{\displaystyle R_{R}=80\pi ^{2}\left({\frac {h}{\lambda }}\right)^{2}\,}
حيث h ارتفاع الهوائي وطول موجة الموجة المرسلة.
على سبيل المثال نجد أن محطة الأرسال DCF77 الألمانية التي ترسل تردد 5و77 كيلوهيرتز بواسطة هوائي حرف تي يبلغ ارتفاعه 220 متر تكون له «مقاومة بث» تبلغ 55و2 أوم فقط.
ويجب أن تكون «مقاومة الأرضي» صغيرة حتى لا تضعف كفاءة الهوائي. ونستطيع حسابها من المعادلة:
{\displaystyle \eta ={\frac {R_{\text{radiation resistance}}}{R_{\text{radiation resistance}}+R_{\text{earthing resistance}}+R_{\text{others}}}}\,}
تقوم محطة DCF77 بالإرسال بقدرة 50 كيلوواط تبث منها بين 30 - 35 كيلووات بواسطة الهوائي. وأما الجزء الباقي من القدرة فهو يضيع كحرارة إلى الأرضي.

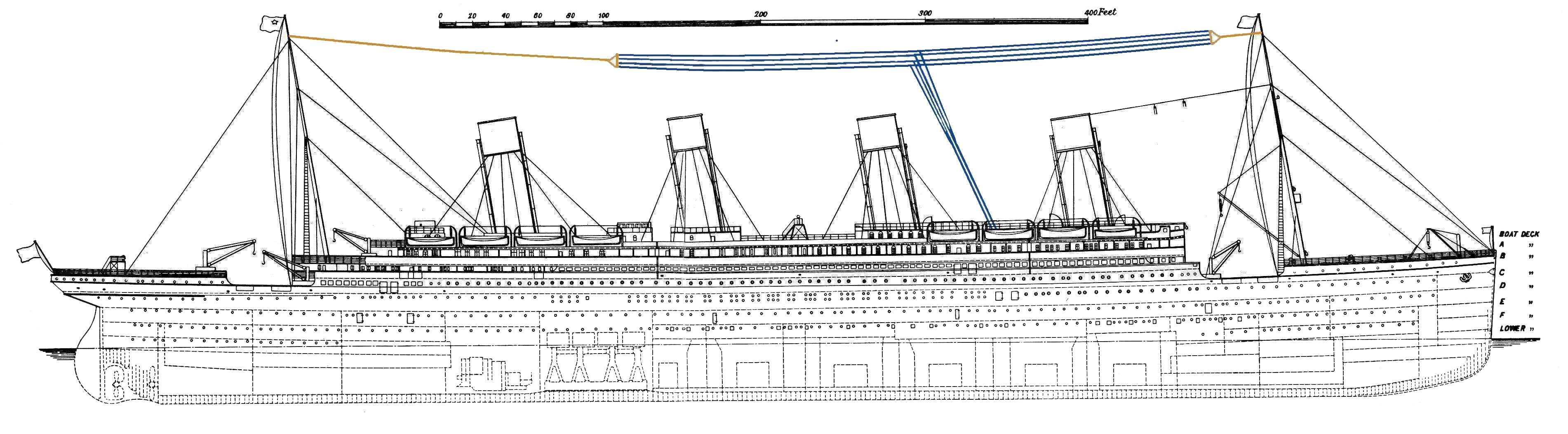
استخدام الهوائي حرف تي على السفن. هنا شكل يمثل السفينة تيتانيك من عام 2012 : وكان يتكون من 4 أسلاك أفقية بطول 120 متر ، ويسقط من وسطهم هوائي سلك طوله 50 متر. ويعمل ماء البحر كحوض تأريض.

## اقرأ أيضًا
- هوائي
- هوائي قفصي
- هوائي حلقي
- حوض تأريض
- هوائي فيريت